# Lortel Archives
Els Lortel Archives, també coneguts com a Internet Off-Broadway Database (IOBDB), és una base de dades en línia que cataloga les produccions de teatre que es mostren off-Broadway.
Els arxius reben el nom de l'actriu i productora teatral Lucille Lortel i van ser finançats i desenvolupats per la Fundació Lucille Lortel, sense ànim de lucre.